# Боб, Галина Дмитриевна
Гали́на Дми́триевна Боб (род. 4 ноября 1984, Пенза) — российская актриса театра и кино, певица.

## Биография
Родилась 4 ноября 1984 года в городе Пензе. Есть сестра Татьяна. С 1991 года по 2001 год она училась в городской средней школе № 51. В детстве девочка активно занималась спортивными бальными танцами, посвятив этому занятию 14 лет. При этом ей удалось достичь превосходных результатов — стать чемпионкой мира и Европы. Галина Боб даже некоторое время прожила в Германии, где обучала молодых танцоров технике исполнения джайва и ча-ча-ча.
Тогда Галина планировала, что танцы станут основным занятием в её жизни, поэтому сразу после окончания школы уехала в Москву и поступила в Российский государственный университет физкультуры. Проучившись пару курсов, студентка осознала, что хочет добиться в жизни чего-то большего, и решила параллельно со спортивным вузом отучиться в актёрском. В 2004 году Галина Боб стала студенткой Всероссийского государственного университета кинематографии имени С. А. Герасимова, где училась под наставничеством режиссёра Сергея Алдонина и актёра Александра Ленькова. Поступление далось без особого труда.
В 2006 году девушка окончила РГУФК, а документ о втором высшем образовании получила в 2008 году. Галина окончила ВГИК, получив заветный красный диплом. Выпускной работой актрисы стала роль в спектакле «Будь здоров, школяр!», поставленном по мотивам повести, автором которой является Булат Окуджава.
С 2008 года по 2011 год была занята в спектаклях театра драмы имени Станиславского.
С 2009 года — актриса театра имени Моссовета.
Участвовала в проекте «Танцы» на телеканале «ТНТ».

## Личная жизнь
С 26 сентября 2014 года Галина замужем за режиссёром ситкома «Деффчонки» Сергеем Корягиным, с которым она встречалась три года до свадьбы. У супругов два сына — Лев (род. 20.03.2015) и Андрей (род. 25.04.2017) и дочь Маргарита (15.04.2021).

## Театральные работы

### Театр имени Моссовета
- «Шум за сценой» — Брук / помощник режиссёра Поппи
- «Мужчины по выходным» — Алёна
- «Я, бабушка, Илико и Илларион» — Цира / Мэри
- «Casting/Кастинг» — Кристина Зинченко
- «В случае убийства обращайтесь…» — Марго
- «Ошибки одной ночи» — Кэт Хардкэстль
- «Р. Р. Р.» — Дуня
- «Ревизор» — жена Земляники
- «Три сестры» — Ирина

### Театр имени Станиславского
- «Мастер и Маргарита» — Маргарита
- «Стакан воды» — Абигайль
- «Ромео и Джульетта» — Джульетта

## Фильмография
| Год       |     | Название                      | Роль                                                      |
| --------- | --- | ----------------------------- | --------------------------------------------------------- |
| 2006      | ф   | Андерсен. Жизнь без любви     | Имя персонажа не указано                                  |
| 2007      | с   | След                          | роль соседки потерпевший в седьмом эпизоде первого сезона |
| 2007      | ф   | Артистка                      | Имя персонажа не указано                                  |
| 2008      | мтф | Казаки-разбойники             | Ангелина, официантка                                      |
| 2009      | с   | Деревенская комедия           | Ольга Штерн, городская журналистка                        |
| 2009      | с   | Однажды будет любовь          | Люба                                                      |
| 2009      | с   | Солдаты-16. Дембель неизбежен | Вита, медсестра                                           |
| 2010      | с   | Зоя                           | Александра                                                |
| 2010      | ф   | Ивановъ                       | Сашенька, дочь Лебедевых                                  |
| 2010      | ф   | Карусель                      | Вика                                                      |
| 2010—2011 | с   | Всё к лучшему                 | Светлана Петровская (взрослая)                            |
| 2010—2011 | с   | Женская лига                  | Имя персонажа не указано                                  |
| 2010      | с   | Телохранитель 3               | Анна                                                      |
| 2011      | с   | Мужская женская игра          | Тоня, штукатур                                            |
| 2011      | ф   | Безумный юбилей               | Юля, медсестра                                            |
| 2012—2018 | с   | Деффчонки                     | Мария Бобылкина                                           |
| 2012      | тф  | Кастинг                       | Кристина Зинченко                                         |
| 2013      | ф   | Курьер из рая                 | блондинка                                                 |
| 2014      | мтф | Татьянина ночь                | Света                                                     |
| 2015      | мтф | Временно недоступен           | Маша                                                      |

## Дискография

### Мини-альбомы
| Название                 | Дата выхода      |
| ------------------------ | ---------------- |
| «Сладкие вещи» (EP)      | 4 ноября 2016    |
| Хиты сериала «ДеФФчонки» | 21 сентября 2018 |

## Видеоклипы
| Год  | Клип                | Режиссёр                   | Альбом                        |
| ---- | ------------------- | -------------------------- | ----------------------------- |
| 2016 | «Бьётся сердце»     | Рустем Нуриев              | «Сладкие вещи» (EP)           |
| 2016 | «Когда я вижу тебя» | Галина Боб                 | «Сладкие вещи» (EP)           |
| 2017 | «Сладкие вещи»      | Сергей Корягин, Галина Боб | «Сладкие вещи» (EP)           |
| 2018 | «5 минут»           | Всеволод Бродский          | «Хиты сериала ДеФФчонки» (EP) |
| 2018 | «Колокольчики»      | Всеволод Бродский          |                               |

## Призы и награды
- 2007 год — Приз за лучшую женскую роль (Нина) в дипломном спектакле «Будь здоров, школяр!» на XXVII Международном Фестивале ВГИК.
- 2007 год — Премия имени Т. Ф. Макаровой за лучшую женскую роль (Джульетта) в дипломном спектакле «Ромео и Джульетта».
- 2007 год — Специальный приз Гильдии актёров кино России за актёрское воплощение многогранности образа современного героя за роль в спектакле «Будь здоров, школяр!».
- 2008 год — Премия «Золотой лист» за лучшую женскую роль (Нина) в дипломном спектакле «Будь здоров, школяр!».